# George Zambellas
George Zambellas, né le 4 avril 1958 à Swansea, est un officier de la marine royale britannique. Il exerce la fonction de Premier Lord de la Mer, c’est-à-dire de chef d'état-major de la marine, de 2013 à 2016.